# 鴉 (松本清張)
『鴉』（からす）は、松本清張の短編小説。『週刊読売』1962年1月7日号に掲載され、1963年4月に『松本清張短篇総集』収録の1作として、講談社より刊行された。
1962年5月にテレビドラマ化されている。

## あらすじ
火星電器販売部の浜島庄作は、仕事が出来なくて未だ平社員、職場でも家庭でも余計者のように扱われていた。だが、労働組合の委員改選で新しく代議員に当選すると、浜島の無気力な生活に突然、一筋の光明が射してきた。改選後の組合が真剣に賃上げ交渉に力を入れ、委員長の柳田修二を中心に大幅なベースアップを要求すると、この機会に会社をいじめてやろう、仕返しをするのだと浜島は決心し、労組内の強硬派となる。日ごろ浜島をばかにし、軽蔑している上役や同僚たちが驚異の眼でみつめていると思うと大そう心持がよかった。会社側が最終案を提出すると、柳田委員長の顔色にいくらか動揺の色が見えてきた。浜島がふと見ると、考え込む柳田委員長はポケットからマッチを出しており、そして急にポケットに納めるのを見るが、レッテルにはバーの名前が印刷されていた。翌晩柳田委員長は、無理をしてストに持ってゆくと労組が分裂すると、スト回避の裁決を下した。
前の職場に戻った浜島は、資材課倉庫係を命じられ、一方、柳田修二は製品部第一課長に躍進した。信賞必罰的な人事異動に浜島は拳を握るが、殊にあれほど浜島が信用していた柳田が、ぬけぬけと会社側の厚遇を受入れていることに、浜島の憎悪は集中する。ふと、柳田委員長がバーのマッチを隠したのに思い当たった浜島は、そのバーを探し出し、十日間ばかり通い詰め、柳田と労務担当重役が会っていたことを突き止める。柳田が裏取引を行い会社側に組合を売り渡したと思った浜島は、さらに柳田に対して憎悪が燃えたが、心が荒んで倉庫内の見回りを怠ったことから、倉庫が出火し半焼、責任を問われた浜島は馘首を云い渡される。
浜島の左遷を知ったとき、柳田は困ったことになったと思った。あの奇矯な人物がそれによって黙っておとなしくしているとは思えなかった。予感は不幸にも的中した。クビになった浜島は、昼間から火星電器の本社の玄関へ怒鳴り込むようになった。「柳田は裏切り者だ。柳田はスパイだ」。浜島の絶叫が幾度も繰返されると、眼に見えない不信感と疑惑とが柳田の周囲にかたちとなって次第にふえてきた。休養を命じられ、主流からはずされた柳田は、浜島と話し合おうと決心する。

## エピソード
- 著者は本作について「東京の西郊外、国分寺、小平、田無などを歩いていると、武蔵野特有のケヤキの多い防風林に囲まれた農家をよく見かける。シャーロック・ホームズの事件簿では、ホームズが田舎に出かけて、絵心のない者でも絵を描きたくなるような風景に接し、そこに犯罪が隠されていると呟き、ワトソンを驚かせるところがあるが、私も武蔵野の田園風景に犯罪の潜在を感じたといえなくもない。もう一つ、新道路建設予定地の中で頑張っている民家の一軒から「犯罪」の存在を思いついて書いた」と述べている[1]。
- 小説家の阿刀田高は、「『鴉』は、犯罪の動機と、ミステリー的トリックがべつべつに作者の頭の中にあって、それが合致して一篇の作品となったケースではあるまいか」「不吉な事件には、そしてこの主人公のようなパーソナリティには、この動物（カラス）がよく似合っている」と評している[2]。

## テレビドラマ
1962年5月3日と5月4日（22:15-22:45）、NHKの「松本清張シリーズ・黒の組曲」の1作として2回にわたり放映。
キャスト
- 佐竹明夫
- 春日俊二
- 菅井きん
- 福島寿美子
- 戸浦六宏
- 藤田進
- 林寛

スタッフ
- 脚色：大川久男
- 音楽：別宮貞雄
- 制作：NHK